# Olga Safronowa
Olga Jewgienjewna Safronowa, z domu Błudowa (ros. Ольга Евгеньевна Блудова-Сафронова; ur. 5 listopada 1991 w Ałmaty) – kazachska lekkoatletka specjalizująca się w biegach sprinterskich.

## Osiągnięcia
- brązowy medal halowych mistrzostw Azji (bieg na 60 metrów, Teheran 2010)
- brązowy medal mistrzostw Azji juniorów (bieg na 100 metrów, Hanoi 2010)
- 7. miejsce podczas uniwersjady (bieg na 100 metrów, Kazań 2013)
- 6. miejsce na dystansie 200 metrów oraz 7. w biegu na 100 metrów podczas pucharu interkontynentalnego (Marrakesz 2014)
- złoto (w biegu na 200 metrów), srebro (w sztafecie 4 × 400 metrów) oraz brąz (w biegu na 100 metrów) igrzysk azjatyckich (Inczon 2014)
- srebrny medal mistrzostw Azji (bieg na 200 metrów, Wuhan 2015)
- złoto (w sztafecie 4 × 100 metrów) oraz 2 srebrne medale (w biegu na 100 i 200 metrów) mistrzostw Azji (Bhubaneswar 2017)
- 6. miejsce (w biegu na 200 metrów) oraz 7. miejsce (w biegu na 100 metrów) podczas uniwersjady (Tajpej 2017)
- 6. miejsce (w biegu na 100 metrów), 4. miejsce (w biegu na 200 metrów) oraz brązowy medal (w sztafecie 4 × 400 metrów) podczas igrzysk azjatyckich (Dżakarta 2018)
- srebrny medal halowych mistrzostw Azji (bieg na 60 metrów, Astana 2023)
- srebrny medal halowych mistrzostw Azji (bieg na 60 metrów, Teheran 2024)
- wielokrotna złota medalistka mistrzostw Kazachstanu

W 2012 reprezentowała Kazachstan na igrzyskach olimpijskich w Londynie, osiągając półfinał biegu na 100 metrów, natomiast 4 lata później w Rio de Janeiro odpadła w eliminacjach biegów na 100 i 200 metrów, a w sztafecie 4 × 100 metrów kazachska ekipa w składzie z Safronową została zdyskwalifikowana. W 2021 w Tokio Safronowa odpadła w eliminacjach biegu na 100 metrów, natomiast 3 lata później w Paryżu zakończyła swój udział w biegu na 200 metrów na repasażach.

## Rekordy życiowe
- bieg na 60 metrów (hala) – 7,26 (2022)
- bieg na 100 metrów – 11,09 (2016) rekord Kazachstanu
- bieg na 200 metrów – 22,85 (2014) do 2015 rekord Kazachstanu